# Olympische Sommerspiele 2016/Wasserspringen – Kunstspringen Synchron (Männer)
Das Synchronspringen vom 3-m-Brett der Männer bei den Olympischen Spielen 2016 in Rio de Janeiro wurde am 10. August 2016 im Parque Aquático Maria Lenk ausgetragen. 16 Athleten (acht Paare) nahmen daran teil. 
Der Wettbewerb wurde in einem Durchgang mit jeweils sechs Sprüngen durchgeführt.
Die Goldmedaille ging an die britischen Europameister Jack Laugher und Christopher Mears, die sich überraschend gegen die Favoriten Cao Yuan und Qin Kai aus China durchsetzten. Noch dazwischen auf den Silberrang schob sich das US-amerikanische Paar Sam Dorman und Michael Hixon mit dem besten Sprung des Wettbewerbs im letzten Durchgang. Damit ging erstmals seit 2004 wieder eine olympische Goldmedaille im Synchronspringen an ein anderes Land als China. Für Großbritannien war es zudem überhaupt die erste Goldmedaille in dieser Sportart.

## Titelträger
| Olympiasieger | Luo Yutong, Qin Kai ( China)                      | 477,00 Punkte | London 2012 |
| Weltmeister   | Cao Yuan, Qin Kai ( China)                        | 471,45 Punkte | Kasan 2015  |
| Europameister | Jack Laugher, Christopher Mears ( Großbritannien) | 456,81 Punkte | London 2016 |

## Finale
10. August 2016, 21:00 Uhr (UTC−3)
| Platz | Name                              | Nation             | 1. Sprung | 2. Sprung | 3. Sprung | 4. Sprung | 5. Sprung | 6. Sprung | Gesamt |
| ----- | --------------------------------- | ------------------ | --------- | --------- | --------- | --------- | --------- | --------- | ------ |
| 1     | Jack Laugher/ Christopher Mears   | Großbritannien     | 52,80     | 53,40     | 84,66     | 85,68     | 86,58     | 91,20     | 454,32 |
| 2     | Sam Dorman/ Michael Hixon         | Vereinigte Staaten | 50,40     | 50,40     | 85,68     | 87,15     | 78,54     | 98,04     | 450,21 |
| 3     | Cao Yuan/ Qin Kai                 | China              | 54,00     | 54,00     | 79,56     | 82,62     | 90,30     | 83,22     | 443,70 |
| 4     | Stephan Feck/ Patrick Hausding    | Deutschland        | 52,80     | 51,60     | 80,19     | 74,55     | 69,36     | 81,60     | 410,10 |
| 5     | Jahir Ocampo/ Rommel Pacheco      | Mexiko             | 51,00     | 50,40     | 82,62     | 69,30     | 74,46     | 77,52     | 405,30 |
| 6     | Andrea Chiarabini/ Giovanni Tocci | Italien            | 52,80     | 51,00     | 80,58     | 64,98     | 70,35     | 75,48     | 395,19 |
| 7     | Ilja Sacharow/ Jewgeni Kusnezow   | Russland           | 53,40     | 51,60     | 76,50     | 62,01     | 63,00     | 78,66     | 385,17 |
| 8     | Ian Matos/ Luiz Outerelo          | Brasilien          | 48,60     | 28,80     | 61,38     | 66,33     | 70,38     | 57,12     | 332,61 |